# Скало Форенца (Потенца)
Скало Форенца (итал. Scalo Forenza) је насеље у Италији у округу Потенца, региону Базиликата.
Према процени из 2011. у насељу је живело 42 становника. Насеље се налази на надморској висини од 731 м.